# Божук Тетяна Іванівна
Тетяна Іванівна Божук — українська географка, докторка географічних наук (2014), доцентка (2010).

## Життєпис
Закінчила Львівський державний університет імені Івана Франка (1996), Східноєвропейський національний університет імені Лесі Українки (2019). Працювала інженеркою Галузевої науково-дослідної лабораторії № 18 (1996), асистенткою катедри кадастру територій (1997), доценткою (2006)  катедри менеджменту, доценткою (2011) катедри туризму Інститут сталого розвитку імені В'ячеслава Чорновола Національного університету «Львівська політехніка»; в. о. професора (2017) катедри туризму і готельно-ресторанної справи Львівського інституту економіки і туризму; від 2019 — завідувачка катедри географії України і туризму Тернопільського національного педагогічного університету імені Володимира Гнатюка.

## Доробок
Авторка понад 200 наукових праць, 8 монографій та 40 навчально-методичних праць.